# Keroplatus carbonarius
Keroplatus carbonarius är en tvåvingeart som beskrevs av Louis Augustin Guillaume Bosc 1803. Keroplatus carbonarius ingår i släktet Keroplatus och familjen platthornsmyggor. Inga underarter finns listade i Catalogue of Life.